# Вера Сладкова
Вера Сладкова (на чешки: Věra Sládková) е чешка моравска поетеса и писателка на произведения в жанра социална драма, лирикаr исторически роман.

## Биография и творчество
Вера Сладкова-Хоржавова е родена на 1 май 1927 г. в Бърно, Чехословакия. Баща ѝ е бивш руски легионер, който по-късно работи като пощальон. В периода 1930 – 1938 г. живее във Фривалдов (сега Йесеник). Майка ѝ умира когато е шестгодишна, а баща ѝ се жени повторно. През 1938 г. са изгонени от Фривалдов със семействонто си по време на германското етническо прочистване. Семейството намира убежище в Кралово поле (сега квартал на северно Бърно). По време на Втората световна война, в периода 1943 – 1945 г., работи в немска застрахователна компания. След войната в периода 1945 – 1947 г. следва в бизнес училището на Администрацията на ООН за подпомагане и възстановяване.
След като завършва, в периода 1947 – 1950 г. работи като библиотекар в Музея за приложни изкуства в Бърно. През 1948 г. се омъжва за гимназиалния професор и писател Иржи Йобанек. През 1952 г. отива със съпруга си в Кунщат, който работи там като учител. През 1956 г. се връща в Бърно. През 1959 г. ражда дъщеря си Катержина. Развежда се през 1965 г. Работи частично на непълен работен ден и се посвещава интензивно на литературното творчество.
Публикува в културни списания, като първите ѝ творби са приети хладно от официалните критици. През 1961 г. издава сборника с разкази „Красавица със значка“, в която разказва за предвоенни и военни преживявания. Пише новелата „Ножът“, но след тежък сблъсък с издателството я изгаря. През 1964 г. е издадена стихосбирката ѝ „Черни лястовици“. През 1967 г. е издаден сборникът ѝ с разкази „Котешки въпроси“. В периода 1963 – 1967 г. си сътрудничи с Филмовата студия „Барандов“, за която подготвя филмови истории. През 1969 г. е издадена новелата ѝ „Клетка“ започваща с изречението „Аз съм глупак.“, в която описва лично преживяване за семеен приятел, който под псевдонима „Жерабинка“ (Офика) е докладвал за нея пред властите.
В началото на нормализацията след „Пражката пролет“ има труден период, не публикува и трудно намира работа дори като чистачка. В творчеството си се връща към военновременните преживявания. През 1974 г. е издадена новелата ѝ „Последният влак от Фривалдов“, която е приемлива за режима на нормализация. През следващата година е издадено продължението „Полкът на злото“. а през 1982 г. е издадена и третата част – „Малкият човек и голямата жена“. През 1985 г. по първите две книги е направен сериалът „Влакът на детството и надеждата“ и е обявен за излъчване, но поради форсмажорни обстоятелства излъчването е отменено и сериалът се излъчва чак през пролетта на 1989 г. Той има голям зрителски интерес и е показван неколкократно по чешката телевизия, а също и в чужбина. По третата част от поредицата през 1990 г. е направен филмът „Загуба на памет“.
През 1984 г. е издаден сборникът ѝ с разкази „Завръщането на магьосника“, по който през 1984 г. студиото „Барандов“ прави едноименния филм. В следващите години пише романа „Суеверия на бъдещето“, който не е пебликуван, въпреки значителния брой препоръчителни рецензии.
В пелиода 1980 – 1994 г. тя живее в Прага в трудни условия на живот, усложнени от психично заболяване, след което се завръща в Бърно. През 1983 г. се омъжва за втори път за драматурга и сценариста Антонин Хорава.
Вера Сладкова умира на 1 април 2006 г. в санаториум в Биловице над Свитавоу.

## Произведения

### Самостоятелни романи
- Klec (1969) – новела[1][2]

### Поредица „Влакът на детството и надеждата“ (Vlak dětství a naděje)
1. Poslední vlak z Frývaldova (1974)[1][2]
2. Pluky zla (1975)
3. Malý muž a velká žena (1982)
4. Dítě svoboděnky (1982)

### Сборници
- Kráska s cejchem (1961) – разкази по нейни предвоенни и военновременни преживявания[1][2]
- Otázky kočky (1967) – разкази
- Kouzelníkův návrat (1982)

### Поезия
- Černé vlaštovky (1964) – стихосбирка[1][2]

### Екранизации
- 1984 Kouzelníkuv návrat – по разкази
- 1989 Vlak detství a nadeje – тв сериал, 6 епизода, по романите „Последният влак за Фривалдов“ и „Полкът на злото“, завършен през 1985 г., но излъчен през 1989 г.
- 1990 Ztráta paměti – тв филм, по „Малкият човек и голямата жена“